# Шюттер, Фридрих
Фридрих Шюттер (нем. Friedrich Schütter, 1921—1995) — актёр немецкого кино и телевидения. Он был немецким актером озвучки Лорна Грина.

## Избранная фильмография
- Сердце Святого Павла  (1957)
- Доктор Криппен жив  (1958)
- Багровый круг  (1960 год)
- Контрафактный предатель  (1962)
- Смерть в красном ягуаре  (1968)
- Доктор Святого Павла  (1968)
- На Репербане в половине прошлого полуночи  (1969)
- Игра Миллионер  (1970)
- Место преступления: свидетельство об окончании школы  (1979)

## Телевизионные сериалы
- Максимилиан Мексиканский
- Сэр Роджер Кейсмент